# تيد ولز
تيد ولز (بالإنجليزية: Ted Wells)‏ هو محامي أمريكي، ولد في 28 أبريل 1950 في واشنطن العاصمة في الولايات المتحدة.

## وصلات خارجية
- تيد ولز على موقع إن إن دي بي (الإنجليزية)